# Fujiwara no Ietaka
Fujiwara no Ietaka  (Nhật: 藤原 家隆 (Đằng Nguyên Gia Long) ,1158 – 5/1237) là một nhà thơ waka Nhật Bản vào đầu thời kỳ Kamakura. Ông có quan hệ hôn nhân với Jakuren, và ông có mối liên hệ mật thiết với giới nhà thơ vào thời kỳ đó. Ông làm quan nhị phẩm và là con quan Fujiwara no Mitsutaka. Ông cũng là một soạn giả của Shin Kokin Wakashū (新古今和歌集). Ông là học trò của Fujiwara no Shunzei., tài được sánh ngang Fujiwara no Teika. Sau vì bệnh nên xuất gia.
Fujiwara no Ietaka đã tham gia một số trận đấu làm thơ và có một bộ sưu tập cá nhân nằm trong tập Gyokuginshū (玉吟集 (Ngọc Ngâm Tập))

## Thơ quan Tùng Nhị Phẩm Ietaka
Đây là bài thơ số 98 trong tập Ogura Hyakunin Isshu do Fujiwara no Teika biên tập:
| Nguyên văn:                                                | Phiên âm:                                                                     | Dịch thơ: | Diễn ý: |
| ---------------------------------------------------------- | ----------------------------------------------------------------------------- | --- | --- |
| 風そよぐ ならの小川の 夕暮れは みそぎぞ夏の しるしなりけり | Kaze soyogu Nara-no-ogawa no Yuugure wa Misogi zo natsu no Shirushi nari keri | Bên sông, gió lao xao, Ngang qua vòm lá cao. Không cảnh Lễ Tẩy Uế, Biết chiều hạ đâu nào! (ngũ ngôn) Cây bên sông, ngọn gió lơi, Không Lễ Tẩy Uế, ngỡ trời vào thu! (lục bát) | Nghe tiếng gió lao xao qua cây sồi (nara). Như thể mùa thu sắp đến viếng con sông nhỏ Nara này. Chỉ thấy dấu hiệu của buổi chiều mùa hạ, Khi nhìn quang cảnh lễ tẩy uế Minazugibarae cuối tháng sáu (âm lịch) |

### Xuất xứ
Bài thơ xuất xứ từ tập Shinchokusen Wakashū (新勅撰和歌集 (Tân Sắc Soạn Tập)), thơ mùa hạ, bài 192.

### Hoàn cảnh sáng tác
Theo Shinchokusen Wakashū giải thích, bài nay được viết ra ở hội đề thơ bình phong nhân dịp con gái chức Tiền Quan Bạch là Fujiwara no Michiie nhập cung Thiên Hoàng Go-Horikawa vào năm Kangi (Khoan Hỉ) nguyên niên (1229-30). Hội Bình phong ca là một nghi thức đương thời, được tổ chức khi có dịp vui.
Bài này lấy hai bài thơ, một từ thi tập Kokin Rokujō ( Hòa Ca Lục Thiếp, ra đời năm 905 hay 914), một từ thi tập Goshūi Wakashū ( Hậu Thập Di Tập, 1086) làm thơ gốc. Bài thơ trước vịnh cảnh gió thổi trên sông, bài sau nói về lá núi mùa hạ.

### Đề tài
Cảnh trời chiều trên sông một ngày cuối hạ, thấy dấu hiệu mùa thu sắp đến.
Đây là quang cảnh Lễ Tẩy Uế (nghi thức thần đạo) mà tác giả nhìn thấy trên sông. Nhà thơ cảm thấy hôm đó là một chiều mùa hạ thực sự khi nhìn cuộc lễ chứ đối với thiên nhiên, gió đã lao xao qua hàng cây sồi, báo trước trời đất đang giao mùa.
Nara-no-ogawa, tên gọi con sông con dùng để lấy nước tẩy uế, chảy qua đền Kamo ở phía bắc Kyōto. Theo phong tục Nhật Bản, khách hành hương phải rửa tay và súc miệng tẩy uế trước khi vào nơi đền thần thiêng liêng. Trong bài, đó là Minazukibarae, một nghi thức rửa tội tổ chức vào ngày 23 tháng 6 âm lịch mỗi năm để được tha thứ những gì đã sai phạm từ hồi đầu năm. Nara vừa là địa danh vừa là tên cây, một loại sồi rụng lá vào mùa thu nên có đặc tính của một chữ đa nghĩa (người dịch ra Hán ngữ gọi nó là cây bao).
Kỹ thuật tu từ trong bài này, như thế, ngoài honkadori còn có kake-kotoba.

## Đường dẫn ngoài
- McMillan, Peter. Năm 2010 (Bản in đầu, Năm 2008). Một Trăm Nhà Thơ, Mỗi Vị Một Thơ. New York: Nhà xuất bản Đại Học Columbia. (tiếng Anh)
- Suzuki Hideo, Yamaguchi Shin'ichi, Yoda Yasushi. Năm 2009 (Bản in đầu, Năm 1997). Genshoku: Ogura Hyakunin Isshu. Tokyo: Bun'eidō. (tiếng Nhật)
- Một trăm bài thơ Nhật Bản cổ (Hyakunin-isshu), biên dịch bởi William N. Porter, 1909, tại trang sacred-texts.com (tiếng Anh)
- Ogura Hyakunin Isshu, biên dịch bởi chimviet.free.fr Lưu trữ ngày 22 tháng 12 năm 2016 tại Wayback Machine